# Rasta Bigoud
Rasta Bigoud est un groupe de reggae breton (kan ha diskan) formé en 1996 à Douarnenez. 

## Présentation
La musique de Rasta Bigoud, au carrefour de la tradition jamaïcaine et de la Bretagne natale, est influencée par la passion de tout ce qui touche au monde de la mer, notamment le surf et la plongée. Les paroles oscillent entre humour, humanisme et satire, sans démagogie ou discours moraliste, mais avec du "fond".
Rasta Bigoud est un groupe ayant pour particularité d’axer son reggae autour des percussions. Après de nombreuses scènes dans le Nord-Ouest de la France, le groupe offre ensuite de nombreuses prestations dans le reste du pays, en première partie de groupes nationaux et internationaux. Se définissant essentiellement par une approche scénique de la musique et fort de son expérience qui atteint près de 800 concerts sur toutes les scènes de France, le groupe est réputé pour l'ambiance de ses prestations portées par des parties de dub électrisantes ou ses rythmiques ska énergiques. En studio, le reggae du Rasta Bigoud est proche d'artistes britanniques tels que Steel Pulse ou LKJ.

## Membres
Le groupe est constitué de :
- Richard (chant)
- Julien (chant)
- Gaylord (batterie)
- Sylvain (basse)
- Reynald (guitare)
- Tanguy (clavier)
- Boris (percussions, saxophone)
- Alan (trompette)